# Immaculada Socias Batet
Immaculada Socias Batet (Barcelona, 17 de novembre de 1945) és una historiadora de l'art i professora emèrita de la Universitat de Barcelona.
De família vendrellenca, ha estat professora titular d'Història de l'art a la Universitat de Barcelona, on es formà com a llicenciada en Història de l'Art, i on va impartir assignatures relacionades amb la història de l'art dels segles xvii i XVIII, la història del gravat i el col·leccionisme.
La seva tesi doctoral titulada Els Abadal. Un llinatge de gravadors. El fons de la Biblioteca de Catalunya (1990) va obtenir el Premi Oms i de Prat de Manresa.
Entre els anys 2009 i 2013 va liderar el grup de recerca «Tresors, Marxants i Col·leccionistes: el diàleg entre Espanya i Amèrica (1850-1950)», finançat per la Generalitat de Catalunya. Paral·lelament, entre 2010 i 2013, va ser la investigadora principal del projecte de recerca «El arte hispánico fuera de España: exposiciones universales, coleccionismo y diplomacia (1850-1950)» del Ministeri de Ciència i Innovació. Posteriorment va formar part del grup "La dispersión del arte europeo fuera de sus fronteras: colecciones, exposiciones, comercio del arte. El diálogo artístico y cultural con América, 1900-1989" del Ministeri d'Economia i Competitivitat (2014-2015).
En els seus inicis professionals es va centrar en l'estudi de la xilografia barroca catalana, tema del qual avui n'és la millor coneixedora. Ha publicat diversos llibres i treballs sobre el tema, així com sobre l'art del segle xvii català.
És membre de l'Institut Català de Recerca en Patrimoni Cultural i la seva recerca està centrada en la història social del col·leccionisme d'art constituïda per diverses branques, entre les quals destaquen col·leccions, col·leccionistes, comerç de l'art, vicissituds de les col·leccions, col·leccions, conflictes bèl·lics i exposicions d'art.

## Publicacions
Immaculada Socias és autora de diverses publicacions relacionades amb els seus camps de recerca.
Un any després de presentar la seva tesi doctoral, editada per Publicacions de l'Abadia de Montserrat al 2007, va publicar Les Marques de fàbrica de Manresa: xilografies dels segles xviii i xix (Centre d'Estudis del Bages, Manresa, 1991). Dins del mateix camp, l'any 1992 va publicar Les Beceroles tabel·làries de la Biblioteca de Catalunya (Biblioteca de Catalunya), el 2001 Els Impressors Jolis-Pla i la cultura gràfica catalana en els segles xvii i XVIII, (Publicacions de l'Abadia de Montserrat) i el 2006 el Catàleg del fons Abadal de la Biblioteca de Catalunya (Biblioteca de Catalunya).
Els llibres Conflictes bèl·lics, espoliacions, col·leccions, (Publicacions i Edicions de la Universitat de Barcelona, 2009), La correspondencia entre Isidre Bonsoms i Archer Milton Huntington. Una colección de libros antiguos y objetos de arte (Barcelona, Reial Acadèmia de Bones Lletres, 2010), La dispersión de objetos de arte fuera de España en los siglos XIX y XX (Publicacions de la Universitat de Barcelona, 2011) i Agentes, Marchantes y Traficantes de objetos de Arte (1850-1950) (Ediciones Trea, 2012) són fruit de les estades de recerca que va fer en diverses institucions estatunidenques, com la Hispanic Society of America, la Frick Collection o el Metropolitan Museum of Art de Nova York, entre d'altres.
L'any 2022, Publicacions de l'Abadia de Montserrat va publicar el llibre Scripta Mirabilia., volum en què reconeixia la tasca de Batet.